# April 1987
Portal Geschichte | Portal Biografien | Aktuelle Ereignisse | Jahreskalender | Tagesartikel

◄ |
19. Jahrhundert |
20. Jahrhundert
| 21. Jahrhundert

◄ |
1950er |
1960er |
1970er |
1980er
| 1990er | 2000er | 2010er | ►

◄ |
1983 |
1984 |
1985 |
1986 |
1987
| 1988 | 1989 | 1990 | 1991 | ►

◄ |
Januar 1987 |
Februar 1987 |
März 1987 |
April 1987 |
Mai 1987 |
Juni 1987 |
Juli 1987 |
►
Dieser Artikel behandelt aktuelle Nachrichten und Ereignisse im April 1987.

## Tagesgeschehen

### Mittwoch, 1. April 1987
- Berlin/Deutschland: Die Bundesdruckerei stellt die Fertigung der Personalausweise in Buchform ein. Die neuen, erstmals schon ab dem Druck auf den Inhaber abgestimmten Dokumente sind laminierte Kartons im Format ID2 mit einer von EDV-Geräten lesbaren Zone, in der u. a. Name und Geburtsdatum des Inhabers hinterlegt sind.[1][2]
- London/Vereinigtes Königreich: Das Unterhaus votiert mit 342 zu 230 Stimmen gegen die Einführung der Todesstrafe, wenn eine Jury eine Person zum Tode verurteilen und dabei feststellen würde, dass der Verurteilte die Tat unter „bösartigen Umständen“ begangen habe. Seit 1979 lehnte das Unterhaus diverse Vorschläge zur Wiedereinführung der Todesstrafe im Vereinigten Königreich ab. Diese Abstimmungen erfolgten, wie die heutige, ohne Fraktionszwang.[3][4]

### Freitag, 3. April 1987
- Bonn/Deutschland: Die Ministerpräsidenten der deutschen Länder unterzeichnen den Staatsvertrag zur Neuordnung des Rundfunkwesens, der festschreibt, dass einerseits der Bestand und die Entwicklung des Öffentlich-rechtlichen Rundfunks zu sichern sind und andererseits der Privatrechtliche Rundfunk ausreichende Sendekapazitäten erhält, z. B. durch Einspeisung seines Angebots in das Antennenfernsehen.[5]

### Sonntag, 5. April 1987
- Bern/Schweiz: In einer Volksabstimmung sprechen sich die Stimmberechtigten für eine Änderung der Auszählungsregeln bei Volksabstimmungen zu Volksinitiativen mit Gegenentwurf aus, bei denen bisher keine Ja-Stimme für beide Entwürfe abgegeben werden konnte. Falls künftig beide Entwürfe angenommen werden sollten, ist eine Stichfrage vorgesehen, welche die Priorität der Abstimmenden für einen der beiden Entwürfe zeigt. In derselben Abstimmung votieren die Teilnehmenden für die vorgeschlagenen Änderungen des Asylgesetzes und des Bundesgesetzes über Aufenthalt und Niederlassung der Ausländer und lehnen die Mitsprache des Volkes bei Militärausgaben ab.[6]
- Wiesbaden/Deutschland: Bei der vorgezogenen Landtagswahl in Hessen nach dem Bruch der bundesweit ersten Rot-Grün-Regierung löst die CDU mit Spitzenkandidat Walter Wallmann die SPD mit Spitzenkandidat Hans Krollmann als stärkste parlamentarische Kraft ab. Der bisherige Ministerpräsident Holger Börner (SPD) trat zuvor in die zweite Reihe zurück. Am Abend der Wahl ist zunächst nicht ersichtlich, ob eine schwarz-gelbe Mehrheit zustande kommt. Erst 21.15 Uhr steht für CDU und FDP die absolute Mehrheit der Mandate fest.[7]

### Montag, 6. April 1987

Logo von TF1

- Paris/Frankreich: Die Nationale Kommission für Kommunikation und Freiheiten wählt ein Konsortium unter Leitung des Unternehmers Francis Bouygues zum neuen Betreiber des Rundfunkveranstalters TF1. Das Konsortium erwarb für umgerechnet circa 500 Millionen D-Mark 25 % der bisher rein öffentlich-rechtlichen Anstalt und damit den maximalen Anteil, der zur Verfügung stand.[8]

### Mittwoch, 8. April 1987
- Mogadischu/Somalia: Für ihre Meinung, dass die Regierung unter Siad Barre nicht das Recht auf die Freiheit des Glaubens garantiere, werden neun islamische Religionslehrer zum Tod verurteilt.[9]

### Donnerstag, 9. April 1987
- Hamburg/Deutschland: Kurt Hager (SED) antwortet in der Zeitschrift Stern ablehnend auf die Frage, ob die Idee der Öffnung und Demokratisierung der sowjetischen Gesellschaft, die Michail Gorbatschow als Generalsekretär des Zentralkomitees (ZK) der KPdSU propagiert, ein gutes Beispiel sei für die seit 1949 scheindemokratisch in der DDR regierende SED: „Würden Sie, wenn Ihr Nachbar seine Wohnung neu tapeziert, sich verpflichtet fühlen, Ihre Wohnung ebenfalls neu zu tapezieren?“ Hager gilt als „Chefideologe“ im ZK der SED.[10]

### Dienstag, 14. April 1987
- Ankara/Türkei: Die Türkei beantragt den Beitritt zur Europäischen Zollunion. Sie wäre der erste Mitgliedstaat, dessen Territorium nicht vollständig auf dem europäischen Kontinent liegt.[11]

### Donnerstag, 16. April 1987
- Stockholm/Schweden: Der staatliche Rundfunkveranstalter Sveriges Radio meldet, dass der Rüstungshersteller Bofors AB beim Verkauf von Kriegsgerät an Indien Schmiergelder zahlte und durch das betreffende Geschäft etwa 1,4 Milliarden US-Dollar verdiente.[12][13]

### Dienstag, 21. April 1987
- Colombo/Sri Lanka: Bei der Explosion einer Autobombe an der zentralen Bushaltestelle sterben mindestens 100 Menschen, über 200 weitere Menschen werden verletzt. Die bewaffneten Kämpfer der Freiheitstiger von Tamil Elaam (LTTE) werden als Täter angenommen. Bei insgesamt drei Angriffen töteten Mitglieder der LTTE seit Freitag circa 250 Menschen.[14]

### Donnerstag, 23. April 1987
- Wiesbaden/Deutschland: Der Hessische Landtag wählt Walter Wallmann (CDU) zum neuen Ministerpräsidenten. Er wird eine Koalition aus CDU und FDP anführen.[15]

### Montag, 27. April 1987
- Washington, D.C./Vereinigte Staaten: Der amtierende Bundespräsident Österreichs und ehemalige Generalsekretär der Vereinten Nationen Kurt Waldheim wird wegen der Unklarheit über seine Aktivitäten zur Zeit des Nationalsozialismus mit einem Einreiseverbot in die Vereinigten Staaten belegt. Waldheim reagiert mit den Worten: „Lassen Sie mich mit allem Nachdruck feststellen, dass es Beweise eines schuldhaften Verhaltens nicht geben kann.“[16][17]

### Dienstag, 28. April 1987
- Rom/Italien: Das Parlament entzieht der Regierung unter Amintore Fanfani von der Partei Christliche Demokratie nach elftägiger Amtszeit das Vertrauen. Damit ist Staatspräsident Francesco Cossiga gezwungen, das Parlament aufzulösen und Neuwahlen anzusetzen. Diese werden voraussichtlich im Sommer stattfinden.[18]

### Donnerstag, 30. April 1987

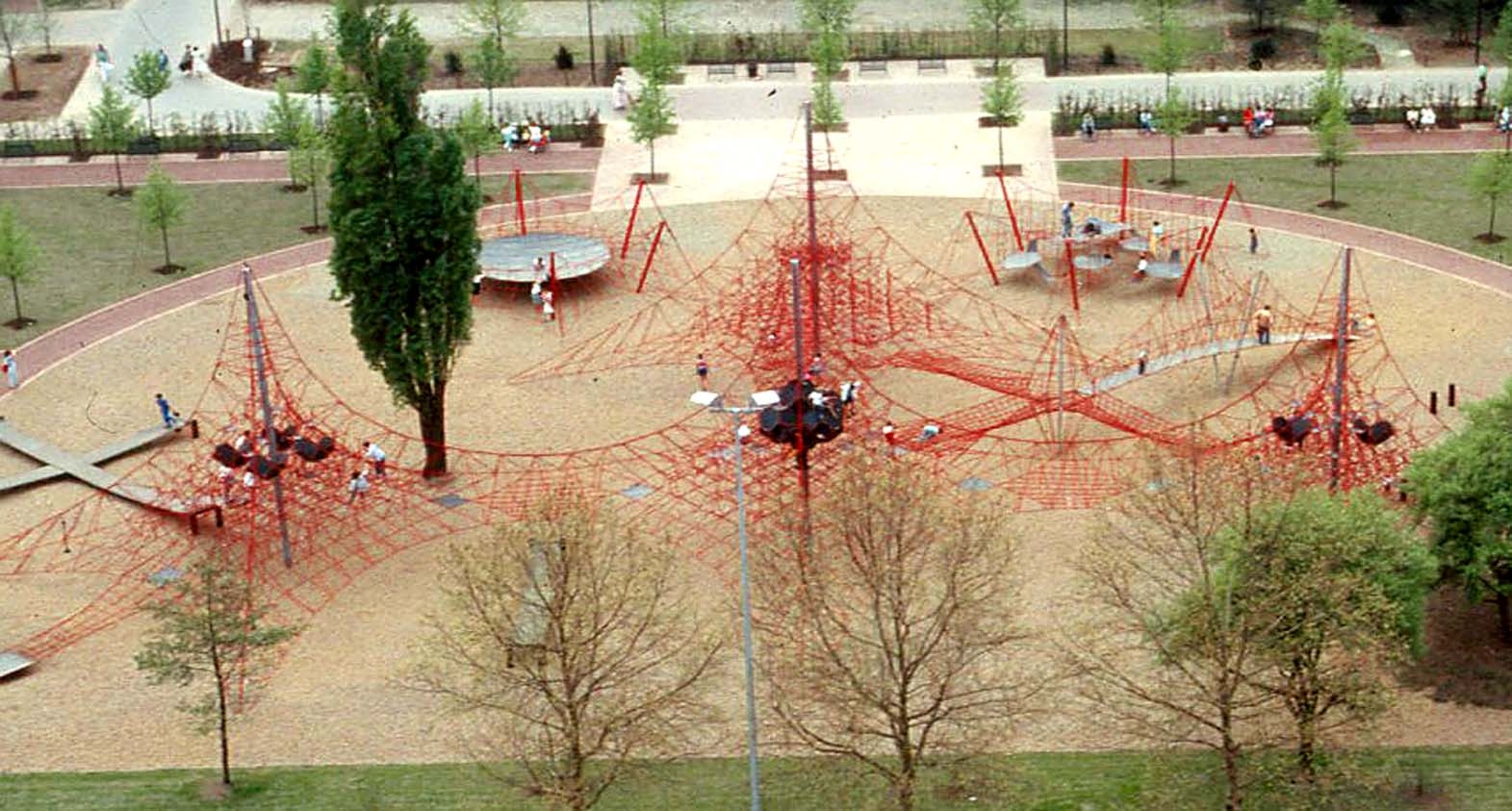
„Super-Viermast-Seilzirkus“ zur BUGA von Conrad Roland

- Düsseldorf/Deutschland: Die 19. Bundesgartenschau wird eröffnet. Das Gelände umfasst den Volksgarten und den neu angelegten Südpark.[19]